# Banc Central Europeu
El Banc Central Europeu (BCE, o ECB en anglès; en francès: Banque centrale européenne) és el banc central de la zona euro i és responsable de la política monetària dels països que participen de la unió monetària i comparteixen l'euro com a moneda única. Té el dret exclusiu per a autoritzar l'emissió de bitllets de banc en la Comunitat Europea i és el nucli del Sistema Europeu de Bancs Centrals. Els seus òrgans rectors són el Comitè Executiu i el seu Consell de Govern; aquest últim integrat per tots els membres de l'executiu i pels governadors dels bancs centrals nacionals.
És una de les institucions més importants de la Unió Europea (UE) i té la seu a la ciutat alemanya de Frankfurt del Main.

## Història

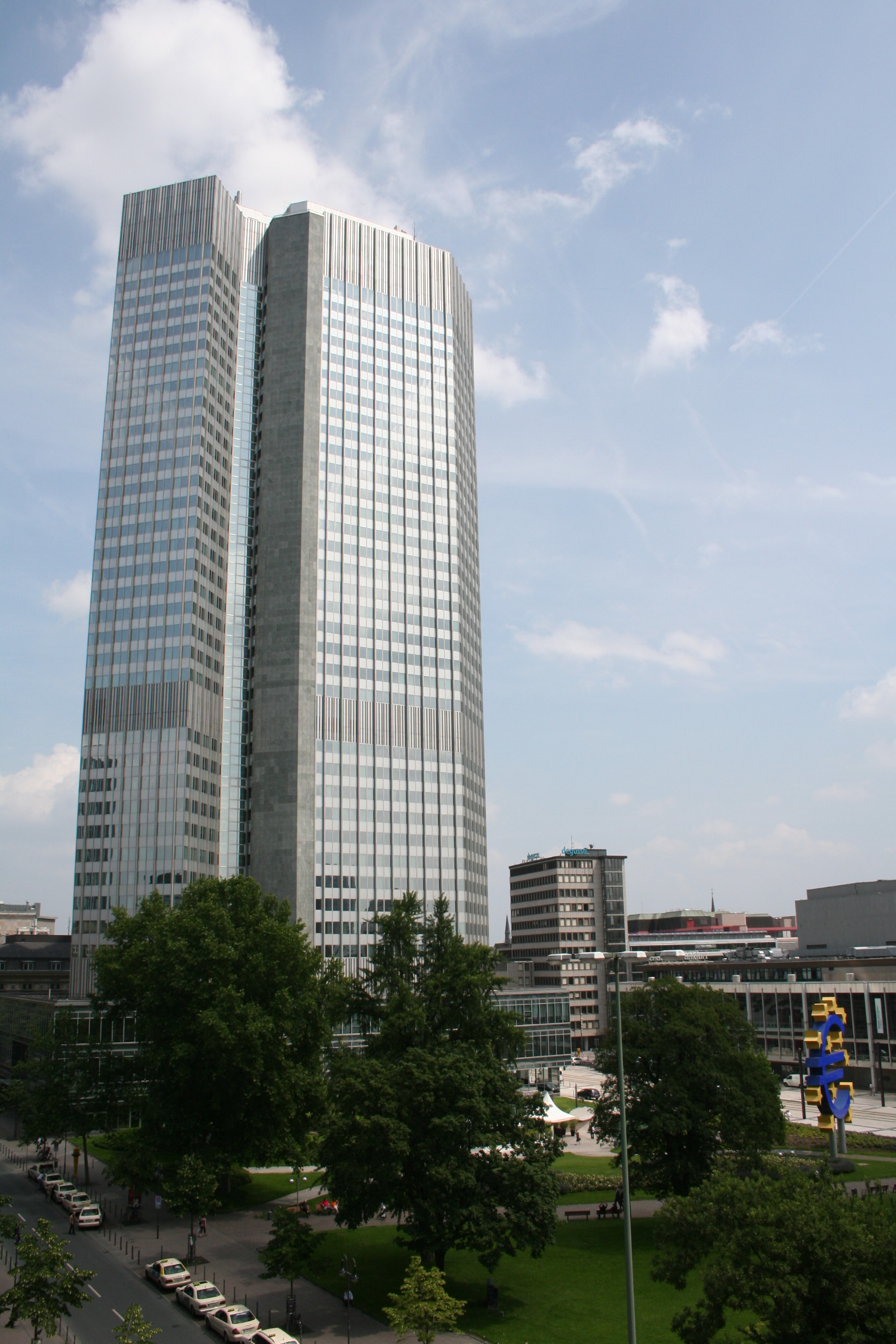
La seu del Banc Central Europeu a Frankfurt, de l'agència d'arquitectura Coop Himmelb(l)au amb el monument a l'euro en primer pla.

El 2 de maig de 1998 el Consell Europeu, en la seva composició de Caps d'Estat i de Govern, va decidir per unanimitat que onze Estats membres (Bèlgica, Alemanya, França, Irlanda, Itàlia, Espanya, Luxemburg, els Països Baixos, Àustria, Portugal i Finlàndia) complien les condicions necessàries per a l'adopció de l'euro com a moneda única l'1 de gener de 1999. Aquests països participarien, per tant, en la tercera fase de la Unió Econòmica i Monetària Europea (UEM).
Els caps d'Estat i de Govern van arribar així mateix a un acord polític en relació amb les persones que haurien de recomanar-se com membres del Comitè Executiu del BCE. Al mateix temps, els ministres d'Economia dels Estats membres que han adoptat la moneda única van acordar, juntament amb els governadors dels bancs centrals nacionals d'aquests països, la Comissió Europea i l'Institut Monetari Europeu (IME), que els tipus de canvi centrals bilaterals del Sistema Monetari Europeu (SME) de les monedes dels Estats membres participants serien utilitzats per a determinar els tipus de conversió irrevocable de l'euro.
El 25 de maig de 1998 fou nomenat el seu primer president, vicepresident i els quatre membres del Comitè Executiu. La presa de possessió efectiva d'aquests càrrecs va tenir lloc l'1 de juny del mateix any, moment que s'assenyala com a la constitució del BCE.

## Objectius i Instruments
L'objectiu principal del BCE és l'estabilitat de preus. És a dir, té el mandat de mantenir un baix nivell d'inflació (actualment no pot excedir el 2% anual). Per a fer-ho, fixa els tipus d'interès en la reunió del primer dijous de cada mes, i utilitza les operacions de mercat obert per a augmentar o disminuir la liquiditat en el sistema financer europeu.
D'altra banda, el BCE ofereix mecanismes de crèdit a les entitats financeres de la zona euro, ço que inclou, també, les entitats de fora d'aquesta zona amb filial o sucursal en algun estat de la zona euro. Des de novembre de 2014, és responsable de la supervisió dels bancs sistèmics de la zona euro mitjançant el Mecanisme Únic de Supervisió. Aquesta nova responsabilitat del BCE és un dels eixos de la unió bancària.

## Organització
L'actual presidenta del BCE és Christine Lagarde, càrrec en el qual fou nomenat el 2019.
El BCE és dirigit per un consell de direcció format pel president i els representants dels bancs centrals que pertanyen al Sistema Europeu de Bancs Centrals (SEBC o ESBC en anglès). Aquest organigrama està inspirat en el del Bundesbank alemany.
El treball del BCE s'organitza mitjançant les següents instàncies decisòries.
El Comitè Executiu està format pel president del BCE, el Vicepresident i els altres quatre membres, tots designats per comú acord dels presidents o primers ministres dels països de la zona euro. El seu mandat és de vuit anys no renovable. És responsable d'aplicar la política monetària definida pel consell de Govern i de donar instruccions als bancs centrals nacionals. També prepara les reunions del Consell de Govern i s'encarrega de la gestió quotidiana del BCE.
El Consell de Govern és la màxima instància decisòria del BCE. Està format pels sis membres del Comitè Executiu i els governadors dels 13 bancs centrals de la zona euro i és presidit pel President del BCE. La seva missió primària és definir la política monetària de la zona euro i, especialment, fixar els tipus d'interès al qual els bancs comercials poden obtenir diners del banc central.
El Consell General és el tercer organisme decisori del BCE. Està format pel president del BCE, el Vicepresident i els governadors dels bancs centrals nacionals dels 27 Estats membres de la UE. Contribueix al treball consultiu i de coordinació i ajuda a preparar la futura ampliació de la zona euro.

### Presidència del Banc Central Europeu
| Mandat       | President           | Estat    |
| 1998-2003    | Wim Duisenberg      | Alemanya |
| 2003-2011    | Jean-Claude Trichet | França   |
| 2011-2019    | Mario Draghi        | Itàlia   |
| 2019–present | Christine Lagarde   | França   |

## Crítiques

### Independència
La crítica més gran que s'adreça al BCE recau en la independència de la institució. El BCE està establert per a operar independentment d'intervencions polítiques. Els seus objectius i poders són polítics però es deixa en mans del BCE la decisió de com utilitzar els instruments dels quals disposa per aconseguir els objectius establerts.
Els crítics associen aquesta independència amb manca de control democràtic d'una institució en la qual els ciutadans no poden decidir quins són els objectius. El BCE celebra les seves sessions de treball internes a porta tancada (el BCE ho argumenta per tal de no fer públiques les discrepàncies dins del consell de governadors) així com tampoc sol·licita ni publica discussions públiques sobre les seves decisions.
El BCE ha de respondre davant del Parlament Europeu i del Consell de Ministres que han d'aprovar els càrrecs de president, vicepresident així com els altres membres del consell executiu abans que aquests puguin prendre possessió dels seus càrrecs.
Per llei el president del BCE ha de presentar un informe anual davant el plenari del Parlament. A més, el president del BCE i altres membres del comitè executiu són presents a les reunions periòdiques del Comitè d'Afers Monetaris del Parlament Europeu. Aquestes sessions se celebren quatre cops l'any si bé poden convocar-se més sovint a petició d'una de les parts.

### Objectiu d'inflació
Un altre dels punts que aixeca més crítiques són els objectius del BCE. El BCE fixa els tipus d'interès per tal de controlar la inflació. Alguns economistes troben que el fet de fixar la política monetària exclusivament en funció de la inflació pot provocar decisions de tipus d'interès poc apropiades donades les necessitats més àmplies de l'economia.
Alguns economistes, essencialment britànics, també lamenten que l'objectiu d'inflació del BCE no sigui simètric, com ho és el del Banc d'Anglaterra que pretén combatre tant una inflació elevada com una inflació excessivament baixa.